# Storm Boy
Storm Boy (bra: Amigos para Sempre) é um filme de aventura e drama familiar australiano baseado no livro de Colin Thiele de mesmo nome. Foi lançado no Brasil pela Elite Filmes no Cinema Virtual.

## Sinopse
Baseado no livro Storm Boy, segue um menino crescendo em uma costa praticamente desabitada do sul da Austrália. Ele resgata três pelicanos órfãos e cria um vínculo estreito com eles.

## Elenco
- Geoffrey Rush como Michael "Storm Boy" Kingley
- Jai Courtney como Hideaway Tom
- Finn Little como Storm Boy
- Trevor Jamieson como Fingerbone Bill
- Morgan Davies como Madeline
- Erik Thomson como Malcom Downer
- David Gulpilil como o pai de Fingerbone Bill
- Simone Annan como Advogada Murujuga
- Thibul Nettle como Policial (como Stinga-T)
- Luca Asta Sardelis como a Smirking Schoolgirl # 1
- Georgina Giessauf como a sorridente estudante # 2
- David John Clark como Policial Sênior de Polícia
- Chantal Contouri como Julie Sims
- Martha Lott como Pearl
- Nick Launchbury como repórter nº 1
- Emma Bargery como Repórter nº 2
- Miraede Bhatia-Williams como mofo
- Brendan Cooney como policial
- Edward Boehm como o jovem Storm Boy
- Caroline Mignone como Angela
- Anna Bampton como Jenny
- Rory Walker como Murray
- Lucy Cowan como Belle
- Niraj Pandya como recepcionista do escritório
- Brendan Rock como Hunter # 1
- James Smith como Hunter # 2
- Bradley Trent Williams como Jasper Davies
- Tim Whibley como funcionário de escritório
- Paul Blackwell como Cal Evans
- Michelle Nightingale como Sra. Marks
- Natasha Wanganeen como Susan Franklin

## Recepção
O agregador de críticas Rotten Tomatoes relatou uma taxa de aprovação de 69% com base em 39 resenhas, com uma classificação média de 6,16 / 10. O consenso dos críticos do site diz: "Storm Boy não consegue viver de acordo com o original, mas esta releitura de uma história amada retém o suficiente do coração de seu material de origem clássico para valer a pena ser assistido." No Metacritic, o filme tem uma pontuação média ponderada de 67 de 100 com base em 7 críticos, indicando "avaliações geralmente favoráveis".